# Cardiophorus pubicornis
Cardiophorus pubicornis là một loài bọ cánh cứng trong họ Elateridae. Loài này được Buysson miêu tả khoa học năm 1912.